# Restes prehistòriques de So n'Albertí - Son Servereta
Les restes prehistòriques de So n'Albertí - Son Servereta és un jaciment arqueològic situat a una zona que pertany una part a la possessió de So n'Albertí i l'altra a la de Son Servereta del municipi de Llucmajor, Mallorca.
És un jaciment format per un conjunt de diferents tipus de restes arqueològiques en diferents zones: una filada de pedres d'uns 8 m de llargària, 1,5 metres de gruix al vessant nord-est, i una altra d'uns 9 m de llargària al costat sud-oest; dues pedres que no mostren en claredat la línia que pogueren formar; una doble línia de pedres d'uns 4 m de llargària amb restes ceràmics als voltants; dues pedres en ampla; pedres en disposició corba; dues línies de pedres; possible línia de murada; tres pedres; dues línies de pedres; dues pedres rodejades d'altres caigudes; línia de pedres de nord a sud esbocada; i d'altres pedres vàries.